# Matelea nigrescens
Matelea nigrescens là một loài thực vật có hoa trong họ La bố ma. Loài này được (Schltdl.) Woodson mô tả khoa học đầu tiên năm 1941.